# الضبق (الريدة)
'

تعديل مصدري - تعديل

الضبق هي إحدى قرى عزلة الريدة وقصيعر بمديرية الريدة وقصيعر التابعة لمحافظة حضرموت، بلغ تعداد سكانها 700 نسمة حسب تعداد اليمن لعام 2004.